# Enicurus maculatus
Enicurus maculatus е вид птица от семейство Muscicapidae.

## Разпространение
Видът е разпространен в Афганистан, Бутан, Виетнам, Индия, Китай, Мианмар, Непал и Пакистан.